# Habitatge al carrer Pescadors, 4 (Tossa de Mar)
L'edifici situat al Carrer Pescadors, 4 és una obra del municipi de Tossa de Mar (Selva) inclosa en l'Inventari del Patrimoni Arquitectònic de Catalunya.

## Descripció
És una casa de dues plantes i coberta de doble vessant a laterals que fa cantonada entre el carrer Pescadors i el carrer Es Clos. Té planta rectangular i un pati a la part posterior. La façana és arrebossada i pintada de color blanc trencat a excepció de les cadenes cantoneres i els marcs de les obertures, que conserven i mostren la pedra en grans blocs.
La planta baixa consta d'una porta principal i dues finestres, una a cada costat de la porta. La porta, adovellada amb grans blocs, té forma d'arc de mig punt i les finestres, rectangulars, tenen una reixa de ferro i han renovat els ampits amb pedra nova. Sembla que algunes finestres del lateral han estat desmuntades durant la recent reforma i restauració de la casa, ja que conserven la numeració per tornar a col·locar els blocs.
Al primer pis hi ha tres finestres emmarcades de pedra, alguna d'elles amb realçat de rajola per fer-les més altes. Entre dues de les finestres hi ha restes d'una aigüera, cosa que indica que originalment hi havia una cuina o alguna mena de desguàs al primer pis. La cornisa és de doble filera de rajola i teula.

## Història
Es tracta d'una casa amb estructura típica de masia que es pot datar del segle xviii. Segons el registre cadastral de l'edificació original és de 1720. Recentment, entre el 1990 i 1995, ha estat restaurada de forma prou encertada, almenys exteriorment.